# Электрический телеграф
Электрический телеграф — система обмена текстовыми сообщениями «точка-точка», которая в основном использовалась с 1840-х годов до середины XX века, когда она была медленно заменена другими телекоммуникационными системами. Постоянное стремление увеличить скорость передачи информации на большие расстояния и сделать её более надёжной, не зависящей от разных случайных обстоятельств, погоды и т. п., привело постепенно к замене оптических телеграфов электрическими или, лучше сказать, электромагнитными.

Упрощённая схема электромеханического телеграфа.
1 — передающая станция;
2 — приёмная станция;
3 — передающий ключ;
4 — аккумулятор;
5 — заземление;
6 — электрическая линия;
7 — электромагнит;
8 — пишущее перо;
9 — рулон с бумажной лентой;
10 — валик;
11 — протягивающие ролики;
12 — бумажная лента

## Первые попытки применения магнетизма и электричества
Первые малоудачные попытки применения магнетизма и электричества к телеграфированию относятся ещё к XVI веку. Так, с этой ранней поры Джамбаттиста делла Порта, затем Кабео (1585—1650), позже Кирхер (1602—1680) и др. предлагали воспользоваться для данной цели магнитными взаимодействиями. В XVIII в. были сделаны попытки применить для той же цели статическое электричество. На возможность такого применения было указано Маршаллом ещё в 1753 году. Первый же настоящий прибор был устроен Лесажем в Женеве в 1774 году. Прибор его состоял из 24 изолированных проволок, соединявших две станции; приводя одну из них в сообщение с электрической машиной, можно было вызвать на другом конце её отклонение бузинового шарика соответствующего электроскопа. Затем Ломон в 1787 году стал употреблять для подобного телеграфирования всего одну проволоку. Позже Сальва устроил в 1798 году телеграфную линию около Мадрида, сигнализация на которой производилась при помощи электрических искр.
Однако такие способы сигнализации не могли применяться на больших расстояниях и не имели большого распространения. Это были попытки, интересные только с исторической точки зрения. Главный недостаток применения статического электричества для сигнализации заключается в том, что вследствие высоких напряжений (потенциалов) требовалась чрезвычайно тщательная изоляция проволок, что на практике представляет большие затруднения.

## Применение химических действий гальванического тока
Электрическая телеграфия стала быстро развиваться и дала действительно блестящие результаты только с тех пор, как в ней начали применять не статическое электричество, а гальванический ток. Первый такой прибор, основанный на химических действиях тока, был построен в 1809 году Зёммерингом в Мюнхене. Гальваническая батарея на одной станции могла быть присоединена к любым двум из 35 проволок, соединявших обе станции; концы всех этих 35 проволок на другой станции были погружены в слабый раствор серной кислоты; при прохождении тока жидкость разлагалась им, и на одной из проволок выделялся кислород, а на другой — водород; каждой проволоке соответствовал какой-либо знак, буква или цифра, и, таким образом, сигнализация могла быть установлена на сравнительно больших расстояниях, до 10 000 футов (около 3 км), что достигнуто было Зёммерингом уже в 1812 году. Телеграф, основанный на химических действиях тока, предлагался после Зёммеринга и некоторыми другими изобретателями (Бэн и другие).

## Первые применения магнитных действий тока. Приборы с магнитными стрелками

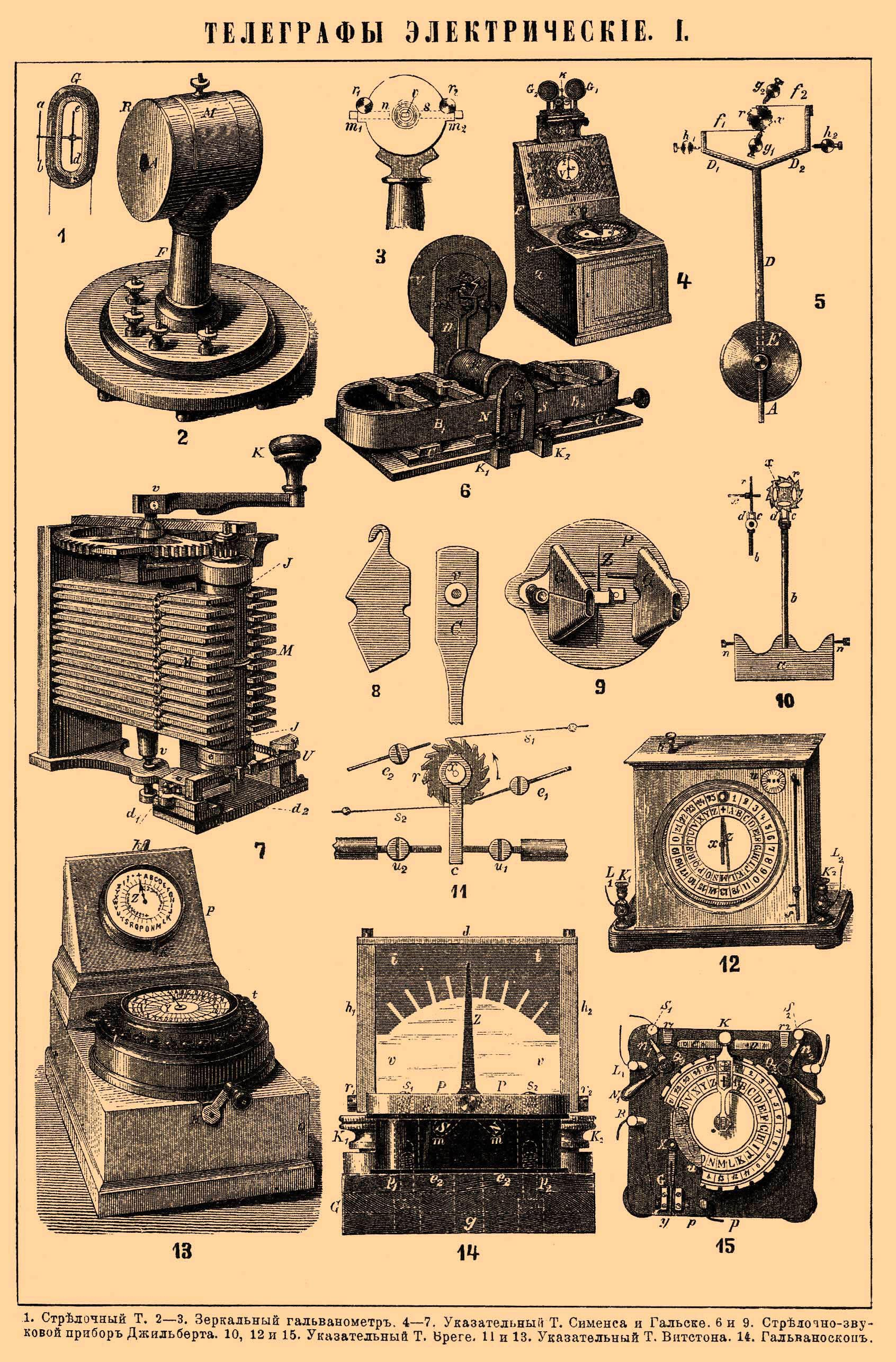
ТЕЛЕГРАФЫ ЭЛЕКТРИЧЕСКИЕ I
1. Стрелочный телеграф
2, 3. Зеркальный гальванометр
4—7. Указательный телеграф Сименса и Гальске
8, 9. Стрелочно-звуковой прибор Джильберта
10, 12, 15. Указательный телеграф Брегета
11, 13. Указательный телеграф Уитстона
14. Гальваноскоп

Отклоняющее действие гальванического тока на магнитную стрелку было замечено ещё в 1802 году итальянцем Романьози, а затем вновь открыто и изучено Эрстедом в 1820 году. Вскоре после этого в заседании Парижской академии наук, где обсуждалось это открытие, Ампер высказал мысль о применении его к телеграфированию.
Первый работоспособный электрический телеграф был создан англичанином Фрэнсисом Рональдсом в 1816 году, но его проект Британское адмиралтейство отвергло.
Первым в России создал электромагнитный телеграф в 1830—1832 годах Павел Львович Шиллинг (1786—1837). В 1832 году телеграфная линия была проведена в Петербурге между Зимним дворцом и зданием Министерства путей сообщения. Передаточный прибор телеграфа состоял из клавиатуры с 16 клавишами, служившими замыкателями тока требуемого направления, а приёмный прибор заключал в себе 6 мультипликаторов с астатическими магнитными стрелками, подвешенными на нитях, к которым прикреплены были бумажные кружки, с одной стороны белые, а с другой — чёрные. Соединялись обе станции между собой 8 проволоками, из которых 6 шли к мультипликаторам, 1 служила для обратного тока и 1 сообщалась с призывным аппаратом (звонком с часовым механизмом, приводимым в действие также электромагнитным путём, помощью отклонения магнитной стрелки). Посредством 16 клавиш передаточного прибора можно было послать ток того или другого направления и таким образом стрелки мультипликаторов поворачивать вперёд то белым, то чёрным кружком, составляя этим путём условленные знаки. Впоследствии Шиллинг упростил свой приёмный прибор, оставив в нём только один мультипликатор вместо шести, причём условный алфавит был составлен из 36 различных отклонений магнитной стрелки. Для соединения станций Шиллинг употреблял подземные кабели; им была высказана, мысль и о возможности подвешивать проволоки на столбах. 25 июля (6 августа) 1837 года П. Л. Шиллинг умер, не успев выполнить распоряжения Николая I соединить телеграфом Петербург с Кронштадтом.
В 1833 году Гаусс и Вебер устроили электромагнитный телеграф в Гёттингене: их телеграф соединял физический кабинет университета с магнитной и астрономической обсерваторией и действовал при помощи индукционных токов, возбуждавшихся движением магнита внутри проволочной катушки; эти токи на другой станции приводили в колебание магнит мультипликатора.

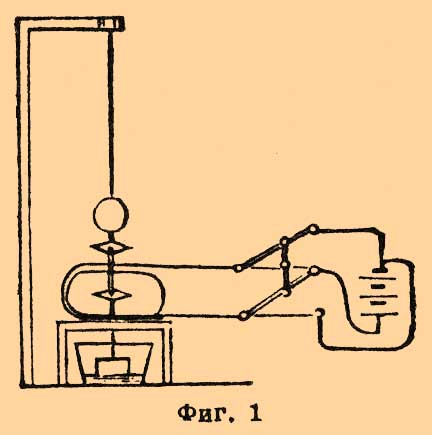
Телеграф Шиллинга

К концу 1830-х годов появилось уже несколько видоизменений подобных электромагнитных телеграфов со стрелками, и они стали тогда быстро распространяться.
Наибольший практически успех выпал на долю телеграфа Уитстона и Кука, представлявшего простое усовершенствование прибора Шиллинга, с которым Кук ознакомился в 1836 году на лекциях в Гейдельбергском университете. Приборы Уитстона и Кука стали применяться в Англии уже с 1837 года.
Штейнгейль в 1838 году в Мюнхене устроил телеграфную линию в 5000 м (тогда как у Гаусса в Гёттингене расстояние было всего 700 м) и при этом сделал очень важное в истории телеграфа открытие, значительно удешевившее проводку телеграфных линий. Это открытие, способствовавшее быстрому распространению телеграфов, заключалось в том, что для соединения двух станций достаточно одного провода, так как обратный ток может идти через землю, если с одной стороны один из полюсов гальванической батареи соединить с большим медным листом, погружённым в землю (влажную), а с другой стороны соединить таким же образом с землёй конец самого провода.
Уже к концу XIX века приборы с магнитными стрелками употреблялись только на некоторых трансатлантических телеграфах. Так как при этом токи были очень слабы, то чрезвычайно малые отклонения стрелки, подвешенной на коконовой нити вместе с лёгким зеркальцем, наблюдались на особой шкале, на которую отбрасывались зеркальцем лучи от лампы при помощи собирательного стекла. Также, благодаря слуховому стрелочному прибору Джильберта сигналы можно было принимать не на глаз, а на слух.

## Развитие телеграфной техники

### Телеграфные приборы с указателями
Главную, существенную часть каждого такого прибора составляет электромагнит, который при пропускании через него тока притягивает к себе железную пластинку (т. н. якорь), и тем перемещает указатель по кругу с одного знака на другой, или же (в другой системе), напротив, останавливает на короткое время указатель, движущийся по кругу при помощи часового механизма. Такого рода приборов было устроено очень много. Впервые около 1840 года Уитстон, Б. С. Якоби, затем Брегет, Сименс, Дю-Монсель и многие др. изобрели различные приборы такого типа. На конец XIX века из них прибор Брегета оставался в употреблении на французских железных дорогах.
В «Главном обществе российских железных дорог» долгое время использовался индукционный телеграфный аппарат с указателем Сименса и Гальске. При повороте рукоятки манипулятора на ближайший знак индукционная катушка, находящаяся внутри прибора, поворачивается на пол-оборота между полюсами сильных магнитов; вследствие этого в проволоке катушки возбуждаются индукционные токи противоположных направлений соответственно последовательным полуоборотам. Эти токи, достигая приёмного аппарата, действуют на электромагнит и заставляют отклоняться между его полюсами особый маятник то в ту, то в другую сторону. При таком качании маятник поворачивает каждый раз зубчатое колесо на один его зубец и вместе с тем и указатель с одного знака на другой.

### Пишущие телеграфные приборы

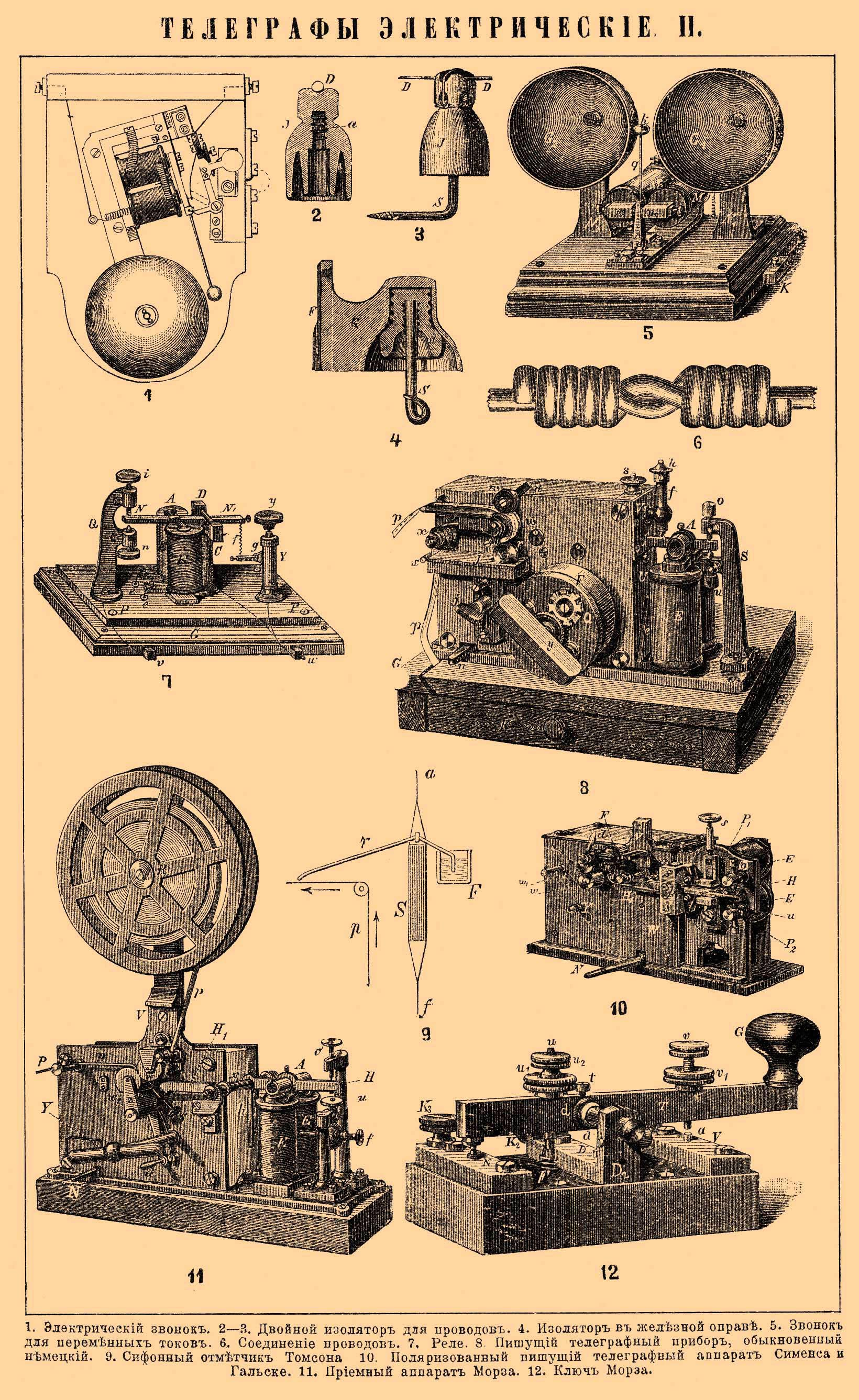
ТЕЛЕГРАФЫ ЭЛЕКТРИЧЕСКИЕ II
1. Электрический звонок
2, 3. Двойной изолятор для проводов
4. Изолятор в железной оправе
5. Звонок для переменных токов
6. Соединение проводов
7. Реле
8. Пишущий телеграфный прибор, обыкновенный немецкий
9. Сифонный отметчик Томсона
10. Поляризованный пишущий телеграфный аппарат Сименса и Гальске
11. Приёмный аппарат Морзе
12. Ключ Морзе

Рассмотренные две системы телеграфирования с помощью отклоняющихся магнитных стрелок и вращающихся по циферблату указателей представляют, главным образом, то неудобство, что скоропроходящие знаки в них легко вызывают ошибки, контроль же между тем невозможен. Поэтому они стали постепенно вытесняться пишущими аппаратами, как только были придуманы и усовершенствованы способы записывания условных движений якоря электромагнита в телеграфном приёмнике, в который пропускается большей или меньшей продолжительности ток. В изобретениях и усовершенствованиях такого рода приборов принимали участие Б. С. Якоби, Штейнгейль, Морзе, Диньё, Сорре, Сименс и многие другие.
Один из первых пишущих телеграфов был устроен Б. С. Якоби. Условные знаки в этом приборе записывались на движущейся фарфоровой доске карандашом, прикреплённым к якорю электромагнита. Прибор Якоби был установлен в 1841 году на подземной телеграфной линии в Петербурге и соединял кабинет императора Николая I в Зимнем дворце со зданием Главного штаба. В 1842 году была проложена линия от Зимнего дворца до Главного управления путей сообщения, в 1843 году — до Александровского дворца в Царском Селе. Своё изобретение Якоби усовершенствовал в 1850 году, создав один из первых в мире буквопечатающих телеграфных аппаратов.

#### Телеграф Морзе

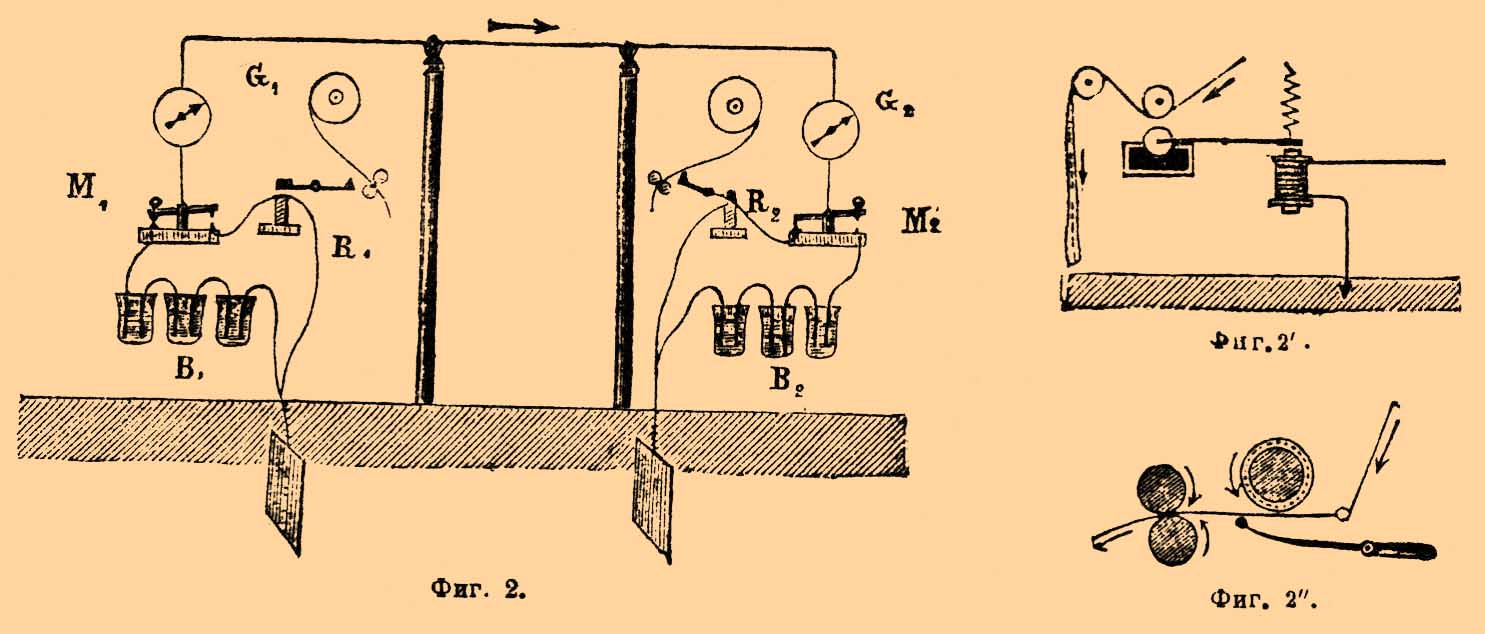
Соединение двух станций посредством обыкновенного телеграфа Морзе

Аппарат Морзе в ряду различных систем телеграфов наиболее известный и до последнего времени был самый распространённый. Хотя прибор этот был задуман Сэмюэлом Морзе и первые удачные результаты с ним получены уже в 1837 году, но только в 1844 году он был усовершенствован (Альфредом Вейлом) настолько, что мог быть применён к делу.
Устроен прибор очень просто. Манипулятор или ключ, служащий для замыкания и прерывания тока, состоит из металлического рычага, ось которого находится в сообщении с линейным проводом. Рычаг одним своим концом прижимается пружиной к металлическому выступу с зажимным винтом, посредством которого он соединяется проволокой с приёмным аппаратом станции и с землёю. При нажатии на другой конец рычага происходит касание другого выступа, соединённого с батареей. При этом, следовательно, ток будет пущен в линию на другую станцию. Главные части приёмника составляют: вертикальный электромагнит, рычаг в виде коромысла и часовой механизм для протягивания бумажной ленты, на которой оставляются рычагом условные знаки. Электромагнит при пропускании через него тока притягивает к себе железный стерженёк, находящийся на конце рычага; другое плечо рычага при этом подымается и придавливает стальное остриё на его конце к бумажной ленте, которая непрерывно передвигается над ним посредством часового механизма. Когда ток прерывается, то рычаг оттягивается пружиной в прежнее положение. В зависимости от продолжительности тока на ленте остриё рычага оставляет следы или в виде точек, или чёрточек (тире). Различные комбинации этих знаков и составляют условный алфавит.

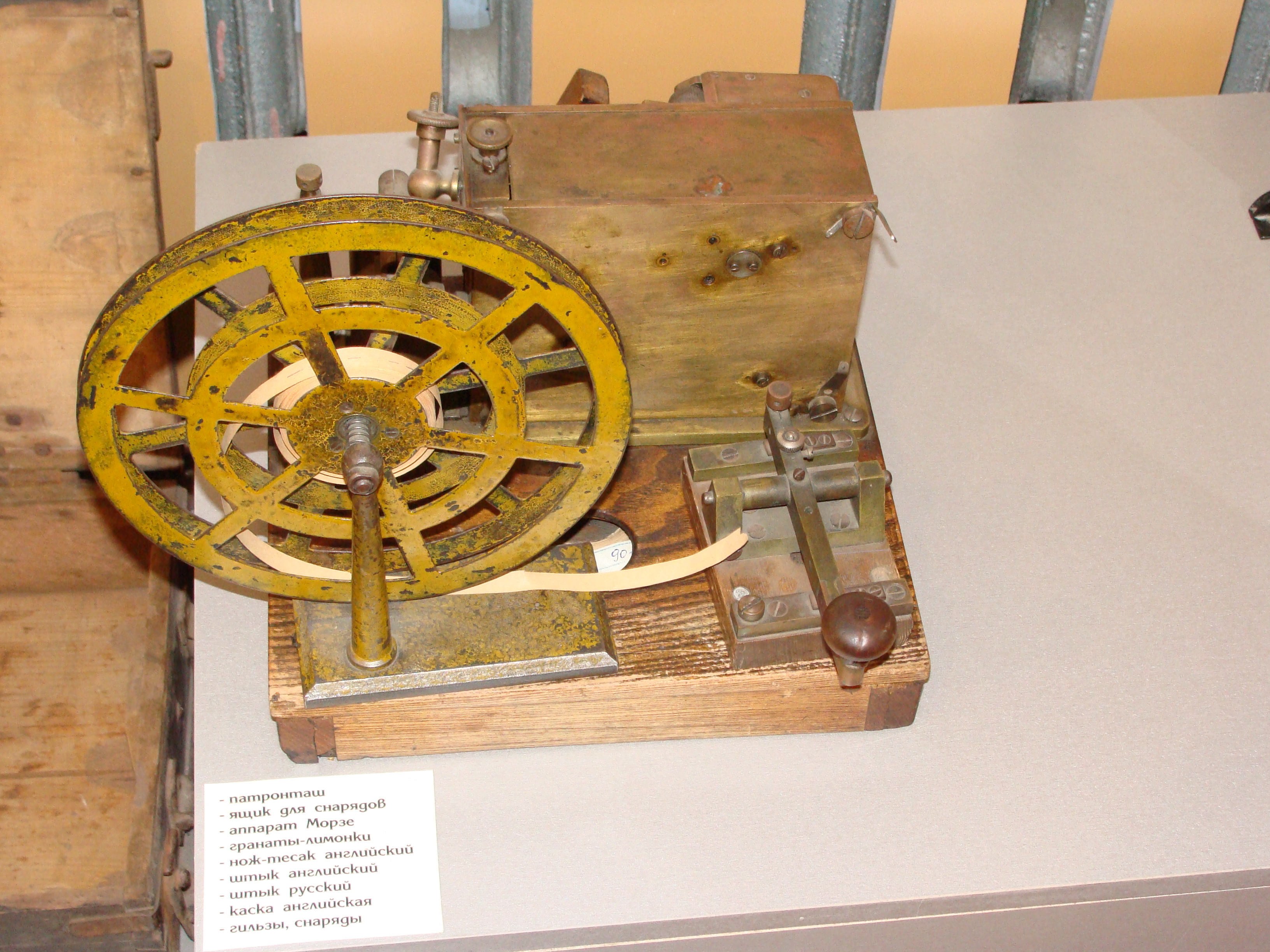
Аппарат Морзе

Такие знаки (тире и точки) могут быть произведены прямо посредством нажатия на бумагу рычажного штифта, который будет оставлять на ней следы в виде углублений; таким именно образом это и было устроено в первоначальных приборах системы Морзе. Но рельефно пишущие приборы неудобны в том отношении, что требуют для своего действия довольно значительной силы тока. Поэтому вместо штифта стали применять небольшое колесо, которое нижней частью своей погружается в сосуд с густыми чернилами. Колёсико это при действии прибора постепенно поворачивается и оставляет на бумажной ленте след краски (John., 1854).
Другое приспособление для записывания придумано Диньё. В нём колёсико, прикасающееся к покрытому краской валику, находится над бумажной лентой, к которой оно придавливается снизу остриём рычага.

#### Прибор Уитстона

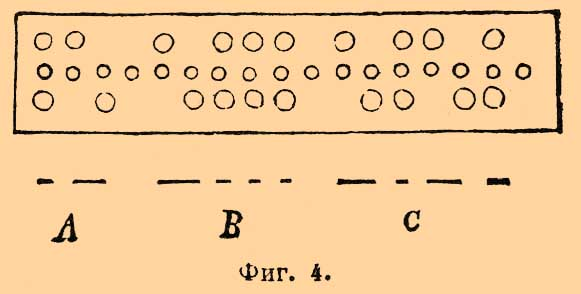
Перфолента с кодом Морзе

С целью увеличить быстроту действия телеграфных приборов Чарльз Уитстон заменил в системе Морзе ручную передачу на механическую. Ручная передача медленна и сопряжена с ошибками. Поэтому Уитстон предложил использовать в передаточном аппарате быстро движущуюся бумажную ленту с заранее приготовленными на ней отверстиями, вызывающими замыкание тока, вследствие чего на бумажной ленте приёмной станции оставляются знаки условного алфавита Морзе. Созданием отверстий занимается особый прибор, перфоратор. Он формирует три ряда отверстий, из которых средний служит для передвижения ленты с помощью вращающейся зубчатки, а отверстия крайних рядов располагаются согласно знакам Морзе. Два отверстия, расположенные прямо одно над другим, соответствуют точке, а два отверстия, находящиеся в наклонном направлении, — тире.
На передаточном приборе под крайними рядами отверстий помещаются две иглы, которым посредством качающегося коромысла сообщается очень быстрое движение вверх и вниз. Когда первая игла попадает на отверстие, то система рычагов повернёт коммутатор, вследствие чего в линию будет пущен ток. Когда же в отверстие проникнет вторая игла, то коммутатор повернётся в другую сторону, при этом через линию пройдёт ток обратного направления. В приёмном аппарате в первом случае якорь электромагнита повернётся и приведёт в прикосновение с бумажной полосой перо, которое будет проводить на бумаге черту до тех пор, пока обратный ток не повернёт якорь вместе с пером в другую сторону. Если два отверстия на бумажной ленте передаточного прибора находятся прямо поперёк ленты, то вслед за первой иглой тотчас же попадёт в соответствующее отверстие и вторая игла, причём на приёмном аппарате получится очень короткая чёрточка, соответствующая точке в алфавите Морзе. Когда же отверстия приходятся вкось, то черта получается более длинная. Передаточный аппарат может посылать таким образом до 600 слов в минуту. Для сравнения, аппарат Морзе обеспечивал до 13, аппарат Юза до 29, аппарат Бодо до 120 слов в минуту. Над выбиванием отверстий на бумажных лентах заняты, как правило, три или четыре телеграфиста, причём каждый из них может выбить в минуту около 30—40 слов. Столько же человек будет занято перепиской полученных депеш.

#### Многократный аппарат Бодо

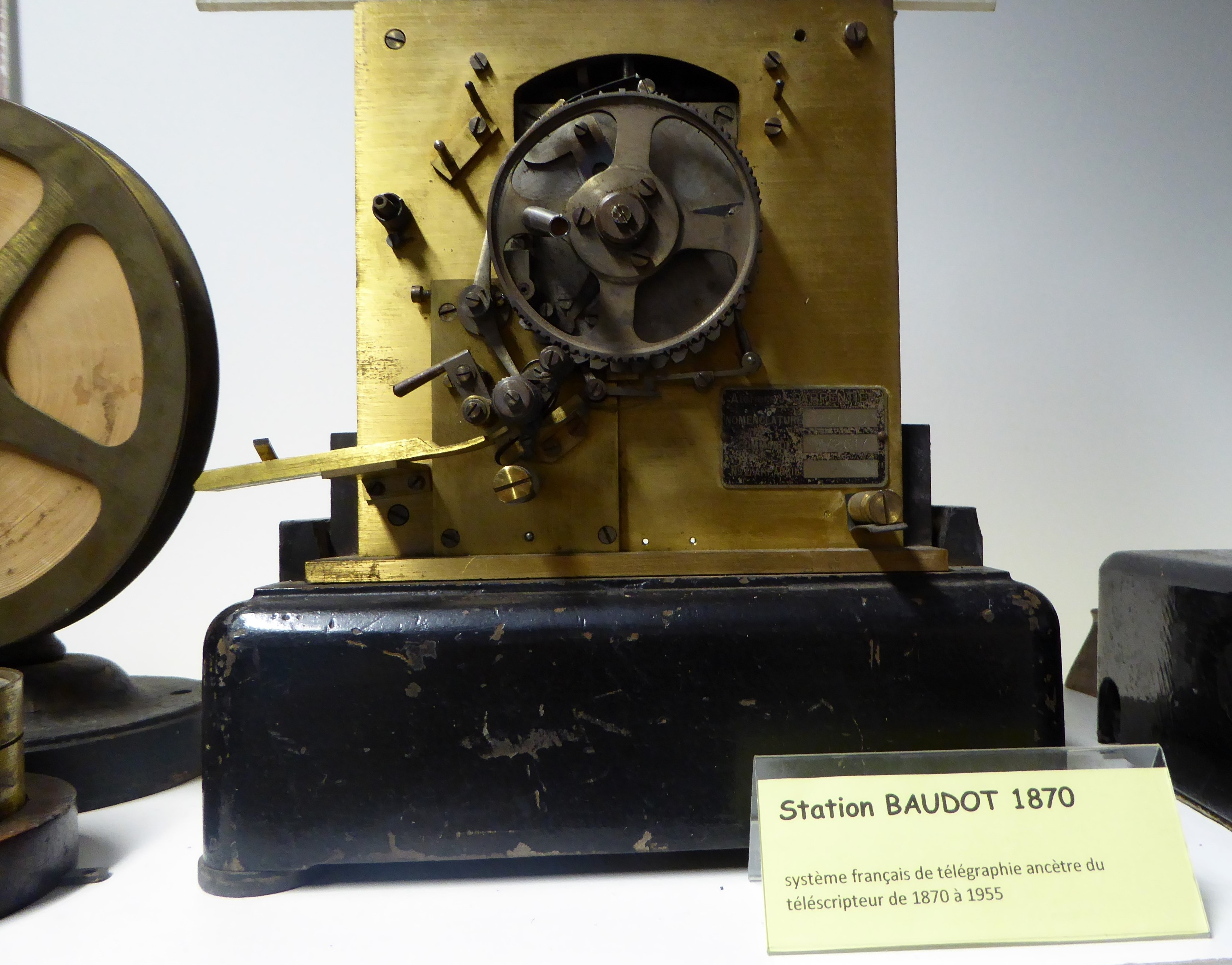
Телеграфный аппарат Бодо, 1870-е годы

В 1872 году французский изобретатель Эмиль Бодо сконструировал синхронный телеграфный аппарат двукратного действия, использующий метод временно́го уплотнения для одновременной передачи двух сообщений по одной линии связи, а в 1876 году — синхронный телеграфный аппарат пятикратного действия. Подобные аппараты получили название многократных. Кроме того, Бодо создал весьма удачный телеграфный код (код Бодо), впоследствии получивший широкое распространение и ставший основой для стандарта International Telegraph Alphabet No. 1 (ITA1), утверждённого Международным консультативным комитетом по телеграфии (МККТ) в 1932 году. В ноябре 1926 года МККТ ввёл в обращение и назвал в честь Бодо единицу измерения символьной скорости — бод.

#### Система Поллака и Вирага
В конце XIX века был изобретён новый автоматический фотохимический прибор, способный передавать до 100 000 слов в час или до 1666 слов в минуту, то есть он быстрее прибора Уитстона по крайней мере в два раза. Его преимущество заключалось ещё в том, что получаемая депеша писалась не особыми условными знаками, которые нужно раскодировать, а довольно чётким курсивом.
В передаточный аппарат вставляется особая пластинка с тремя рядами различных величин кружков, прорезанных в ней заранее по поданной депеше с помощью специальной машинки с клавишами. Прорезы эти обусловливают замыкания трёх родов токов — прямого, обратного и прямого двойной силы. Токи эти, достигая приёмной станции, сообщают надлежащие движения зеркальцу посредством электромагнита и простого магнита в приёмном аппарате. Направленный на зеркальце пучок световых лучей от электрической лампы отражается от него на движущуюся светочувствительную ленту, на которой вследствие комбинации упомянутых движений образуются при проявлении обыкновенным фотографическим способом буквы, соответствующие поданной депеше. Аппарат Поллака и Вирага был испробован в Австро-Венгрии между Будапештом и Пресбургом (ныне Братислава) и дал отличные результаты.

#### Телетайп

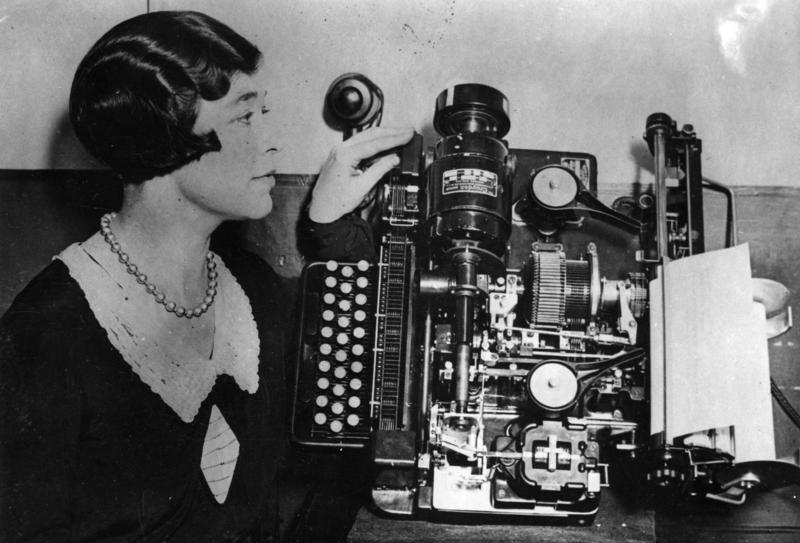
Телетайп Creed model 7, 1930-е годы

Дальнейшая эволюция конструкции проводных телеграфных аппаратов привела к появлению телетайпов. Их прообразом стал стартстопный телеграфный аппарат на базе пишущей машинки, сконструированный британским изобретателем новозеландского происхождения Дональдом Мюрреем в конце 1890-х годов. Аппарат Мюррея использовал модифицированный его создателем код Бодо (так называемый код Бодо — Мюррея), впоследствии ставший основой для стандарта International Telegraph Alphabet No. 2 (ITA2), утверждённого МККТ в 1932 году. В СССР на основе ITA2 был разработан МТК-2 — обратно совместимый с ITA2 телетайпный код с поддержкой букв русского алфавита.

## Развитие телеграфной сети
В 1844 году Сэмюэл Морзе построил телеграфную линию Балтимор — Вашингтон длиной 40 миль (около 64 км) и 24 мая 1844 года передал по ней из Вашингтона в Балтимор фразу из Книги Чисел (XXIII, 23) «What hath God wrought!» (Вот что творит Бог!). Этот момент многие считают началом эпохи телеграфа.
К середине XIX века в мире было несколько телеграфных линий, которые постоянно совершенствовались: обычную проволоку заменил плетёный кабель. В Российской империи к концу 1855 года телеграфные линии уже соединили города по всей Центральной России, ещё в 1854 году российскую телеграфную сеть подключили к сети Пруссии и Австрии.
В 1858 году была установлена трансатлантическая телеграфная связь. Однако в сентябре 1858 года трансатлантический кабель был разрушен коррозией; надёжную телеграфную связь между Европой и Америкой удалось установить с пятой попытки лишь в 1866 году. До этого была предпринята попытка протянуть линию в Европу из США от Калифорнии через Орегон, территорию Вашингтон, Британскую Колумбию, русскую Аляску, под Беринговым морем и затем через Сибирь и Москву. Этот «Русско-американский телеграф» начали строить в 1864 году, но строительство в условиях вечной мерзлоты и бездорожья шло очень медленно, а тем временем трансатлантический кабель был вновь успешно проложен, и от проекта отказались.
В 1861 году компания Western Union за 112 дней построила телеграфную линию между западным и восточным побережьями США.

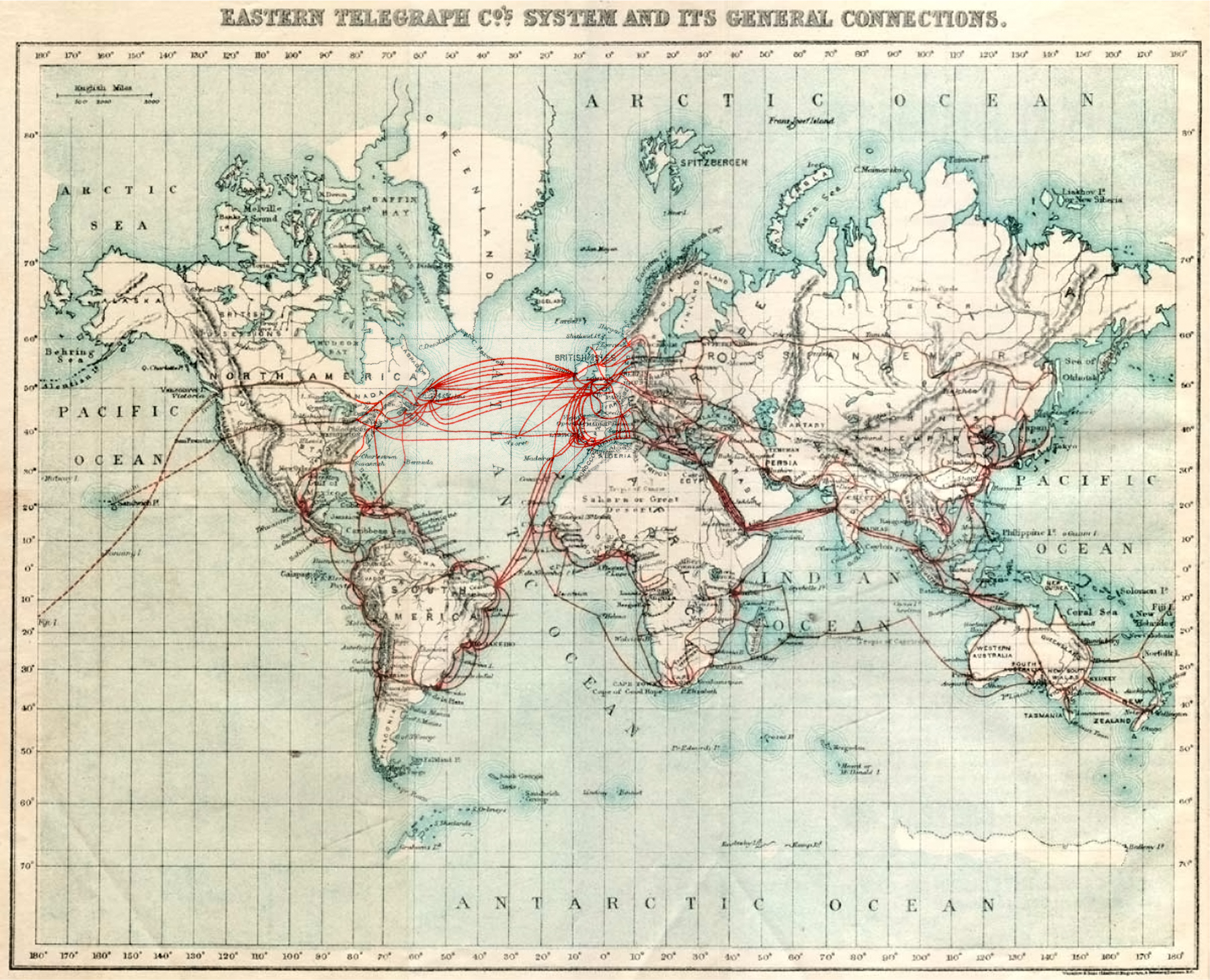
Сеть британской телеграфной компании Eastern Telegraph. 1901 год

В 1866—1870 годах была проложена линия Лондон — Бомбей. По территории Российской империи она шла через Варшаву, Житомир, Одессу, Керчь, Сухум, Тифлис, Эривань.
В 1871 году была установлена телеграфная связь с Владивостоком.

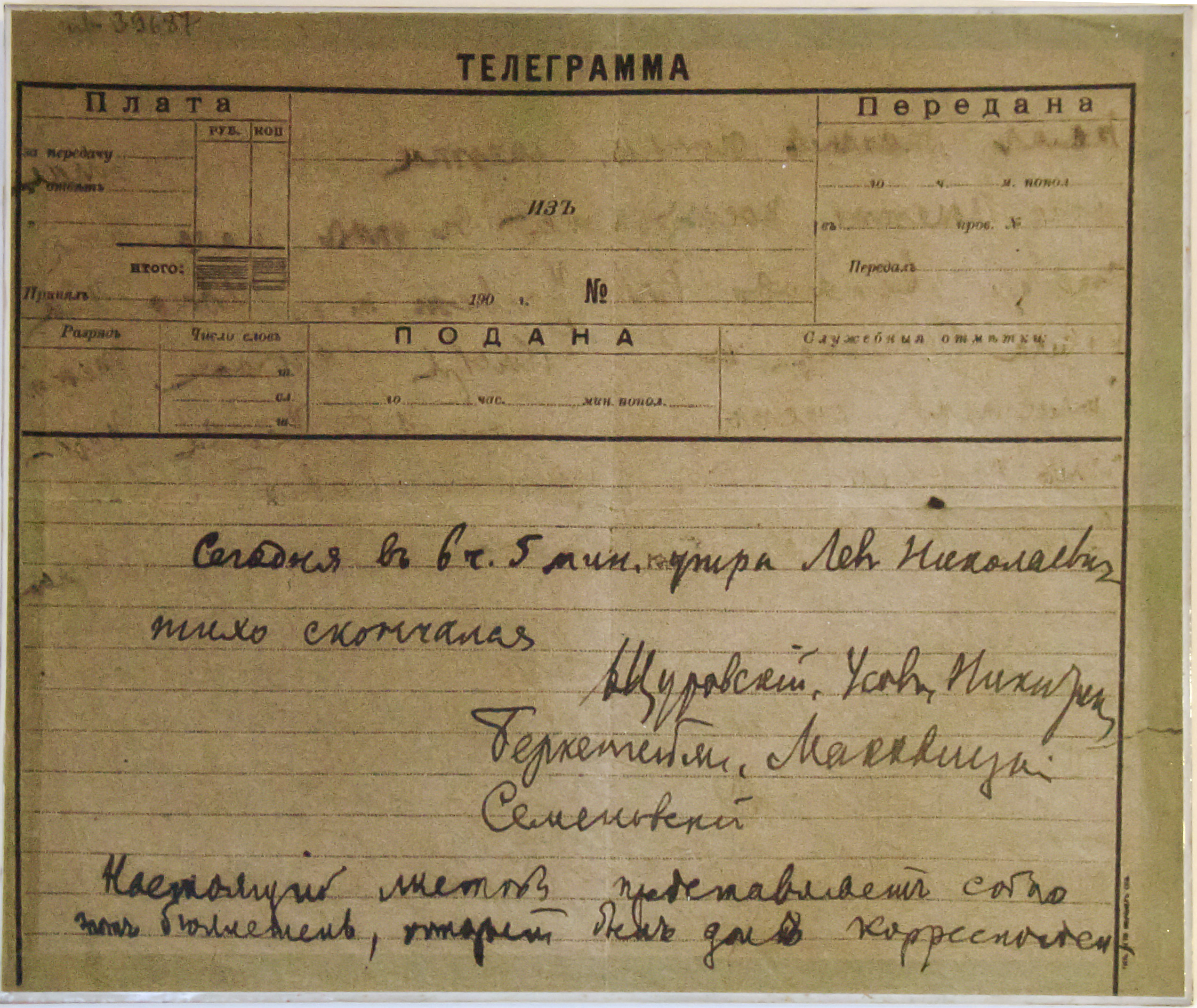
Телеграмма о смерти Льва Толстого,

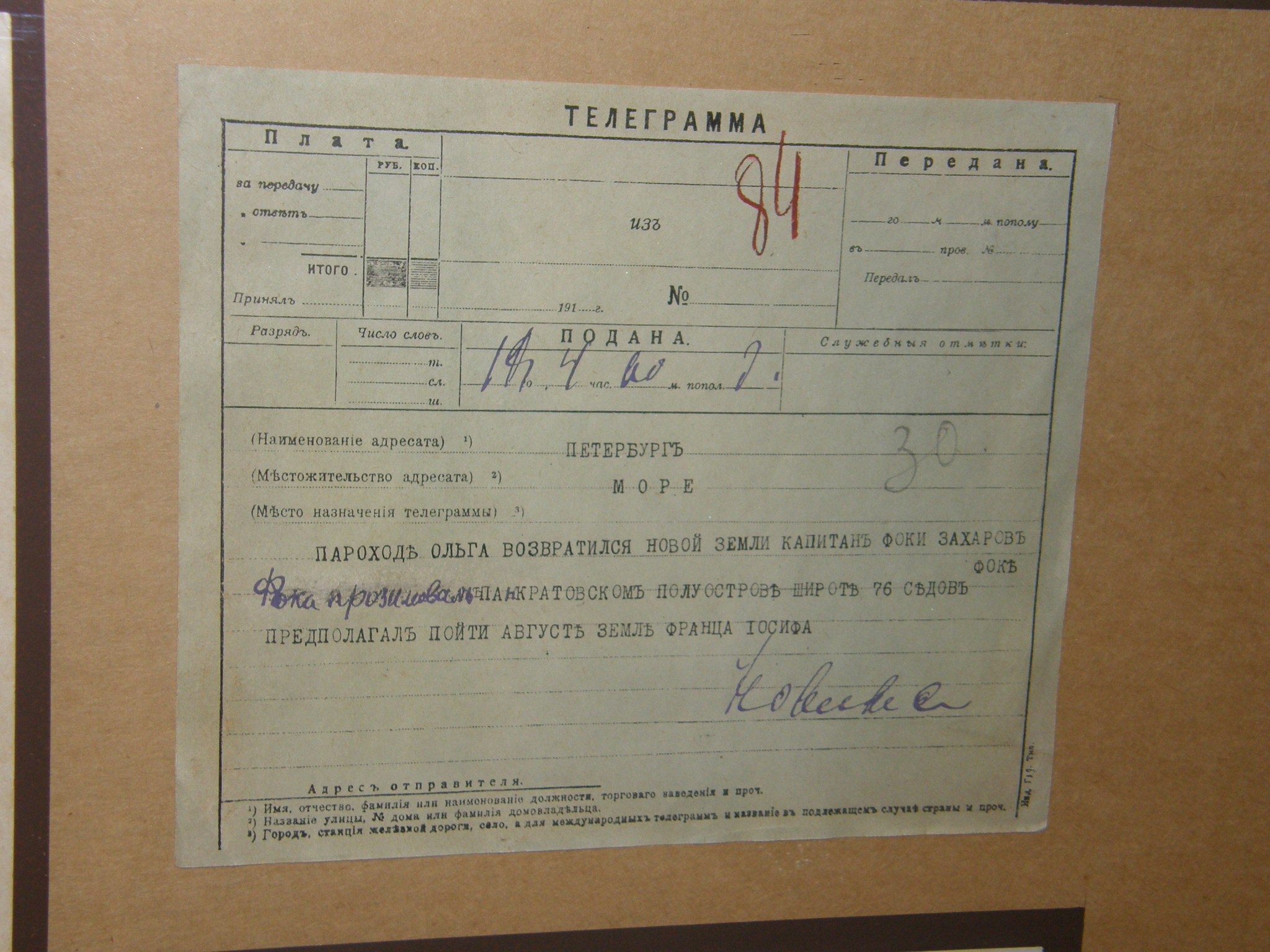
Телеграмма об экспедиции Георгия Седова, 1913 год

В 1902 году проложили телеграфную линию через Тихий океан из Канады в Австралию. К началу XX века на первом месте по протяжённости телеграфных линий были США (390 990 км), второе место занимала Российская империя (180 640 км).

## Закат телеграфа
В 1930-х годах появилась международная сеть абонентского телеграфирования «Телекс», использующая телетайпы и связь через телефонную сеть, поэтому стало возможно прямое соединение абонентов. Эту услуги многие отели и банки предлагали и в начале XXI века.
Услуги обычного телеграфа оставались вполне востребованными вплоть до конца XX века, когда их популярность начала падать сначала в связи с появлением факсов, а затем в связи с развитием Интернета (электронная почта, мессенждеры). Во многих странах от телеграфа отказались как от морально устаревшей и нерентабельной технологии: в Великобритании — в 1982 году, в Новой Зеландии — в 1999 году, в Швеции — в 2002 году, в Нидерландах — в 2004 году, в Литве и Словакии — в 2007 году, в Индонезии — в 2010 году, в Австралии — в 2011 году, в Индии — в 2013 году, в Бельгии — в 2017 году, во Франции, в Казахстане и на Украине — в 2018 году.
В России услуги телеграфной связи продолжают оказываться. По данным на 2021 год, россияне отправляют около 5 миллионов телеграмм в год. Преимуществом телеграфа является, в частности, то, что он обеспечивает документальное подтверждение отправки и получения сообщений, что может быть использовано в дальнейшем, например, в судебных разбирательствах.

### Комментарии
1. ↑  Зачастую утверждается, что Якоби является первопроходцем в области буквопечатающей телеграфной техники, однако ещё в 1846 году американский изобретатель Роял Хаус[англ.] запатентовал буквопечатающий телеграфный аппарат собственной конструкции.